# Амији (Ер и Лоар)
Амији (фр. Amilly) насеље је и општина у централној Француској у региону Центар (регион), у департману Ер и Лоар која припада префектури Шартр.
По подацима из 2011. године у општини је живело 1.883 становника, а густина насељености је износила 94,1 становника/km². Општина се простире на површини од 20,01 km². Налази се на средњој надморској висини од 163 метара (максималној 169 m, а минималној 149 m).

## Демографија
| 1962. | 1968. | 1975. | 1982. | 1990. | 1999. | 2011. |
| ----- | ----- | ----- | ----- | ----- | ----- | ----- |
| 554   | 676   | 1.168 | 1.779 | 2.098 | 1.958 | 1.883 |

График промене броја становника у току последњих година